# Parigi-Tours 2015
La Parigi-Tours 2015, centonovesima edizione della corsa ciclistica, valevole come prova dell'UCI Europe Tour 2015 categoria 1.HC, si svolse l'11 ottobre 2015 su un percorso di 231 km, con partenza da Chartres e arrivo a Tours, in Francia. La vittoria fu appannaggio dell'italiano Matteo Trentin, il quale completò il percorso in 4h39'12", alla media di 49,642 km/h, precedendo i belgi Tosh Van Der Sande e Greg Van Avermaet.
Sul traguardo di Tours 106 ciclisti, su 182 partiti da Chartres, portarono a termine la competizione.
L'elevata media oraria con la quale fu disputata la gara, record per la Parigi-Tours, permise al vincitore Matteo Trentin di conquistare il nastro giallo, sottraendolo al connazionale Marco Marcato che lo aveva ottenuto nella stessa corsa tre anni prima.

## Squadre e corridori partecipanti
| N.      | Cod. | Squadra                      |
| ------- | ---- | ---------------------------- |
| 1-8     | TVS  | Topsport Vlaanderen-Baloise  |
| 11-18   | COF  | Cofidis                      |
| 21-28   | LTS  | Lotto-Soudal                 |
| 31-38   | FDJ  | FDJ                          |
| 41-47   | BMC  | BMC Racing Team              |
| 51-59   | ALM  | AG2R La Mondiale             |
| 61-68   | EQS  | Etixx-Quick Step             |
| 71-78   | TCS  | Tinkoff-Saxo                 |
| 81-88   | BSE  | Bretagne-Séché Environnement |
| 91-100  | TFR  | Trek Factory Racing          |
| 101-108 | EUC  | Team Europcar                |
| 111-118 | TLJ  | Team Lotto NL-Jumbo          |

| N.      | Cod. | Squadra                 |
| ------- | ---- | ----------------------- |
| 121-128 | IAM  | IAM Cycling             |
| 131-138 | AUB  | Auber 93                |
| 141-148 | TGA  | Team Giant-Alpecin      |
| 151-159 | BOA  | Bora-Argon 18           |
| 161-168 | WGG  | Wanty-Groupe Gobert     |
| 171-178 | M13  | Team Marseille 13 KTM   |
| 181-188 | MTN  | MTN-Qhubeka             |
| 191-198 | ROP  | Roompot Oranje Peloton  |
| 201-208 | RML  | Roubaix-Lille Métropole |
| 211-218 | ADT  | Armée de Terre          |
| 221-228 | TNN  | Team Novo Nordisk       |

## Ordine d'arrivo (Top 10)
| Pos. | Corridore          | Squadra      | Tempo    |
| ---- | ------------------ | ------------ | -------- |
| 1    | Matteo Trentin     | Etixx        | 4h39'12" |
| 2    | Tosh Van Der Sande | Lotto-Soudal | s.t.     |
| 3    | Greg Van Avermaet  | BMC          | a 4"     |
| 4    | Tiesj Benoot       | Lotto-Soudal | a 20"    |
| 5    | Roy Jans           | Wanty        | s.t.     |
| 6    | Yves Lampaert      | Etixx        | s.t.     |
| 7    | Heinrich Haussler  | IAM          | s.t.     |
| 8    | Edward Theuns      | Topsport Vl. | s.t.     |
| 9    | Mike Teunissen     | Lotto NL     | s.t.     |
| 10   | Pim Ligthart       | Lotto-Soudal | s.t.     |